# 小行星6659
小行星6659（英語：6659 Pietsch）是一颗围绕太阳公转的小行星。1992年12月24日，浦田武在清水町发现了此天体。
这颗小行星的绝对星等为159.280159963931等。